# 牛清报
牛清报（1965年7月—），河南辉县人，中华人民共和国政治人物、外交官，曾任中华人民共和国驻牙买加特命全权大使和任成都市人民政府副市长，现任中华人民共和国驻智利特命全权大使。

## 生平
牛清报毕业于吉林大学外文系英语专业和外交学院一系特殊用途英语专业。1989年，进入中华人民共和国外交部工作，先后在外交部北美大洋洲司、驻澳大利亚大使馆、国务院外事办公室、中央外事工作领导小组办公室、驻美国大使馆任职，后任驻美国大使馆参赞。2005年8月，职级升为副司级。2006年，任外交部涉外安全事务司副司长。2008年，挂职天津市南开区副区长。2010年9月，出任中华人民共和国驻孟买总领事。2012年9月，出任中华人民共和国驻奥克兰总领事。2015年12月，出任中华人民共和国驻牙买加大使兼常驻国际海底管理局代表。2016年11月，职级升为正司级。2017年12月，任外交部涉外安全事务司正司级干部。2018年12月，挂职四川省成都市副市长。2021年2月，出任中华人民共和国驻智利大使。

## 家庭
已婚，有二女。